# 옷걸이 (가구)

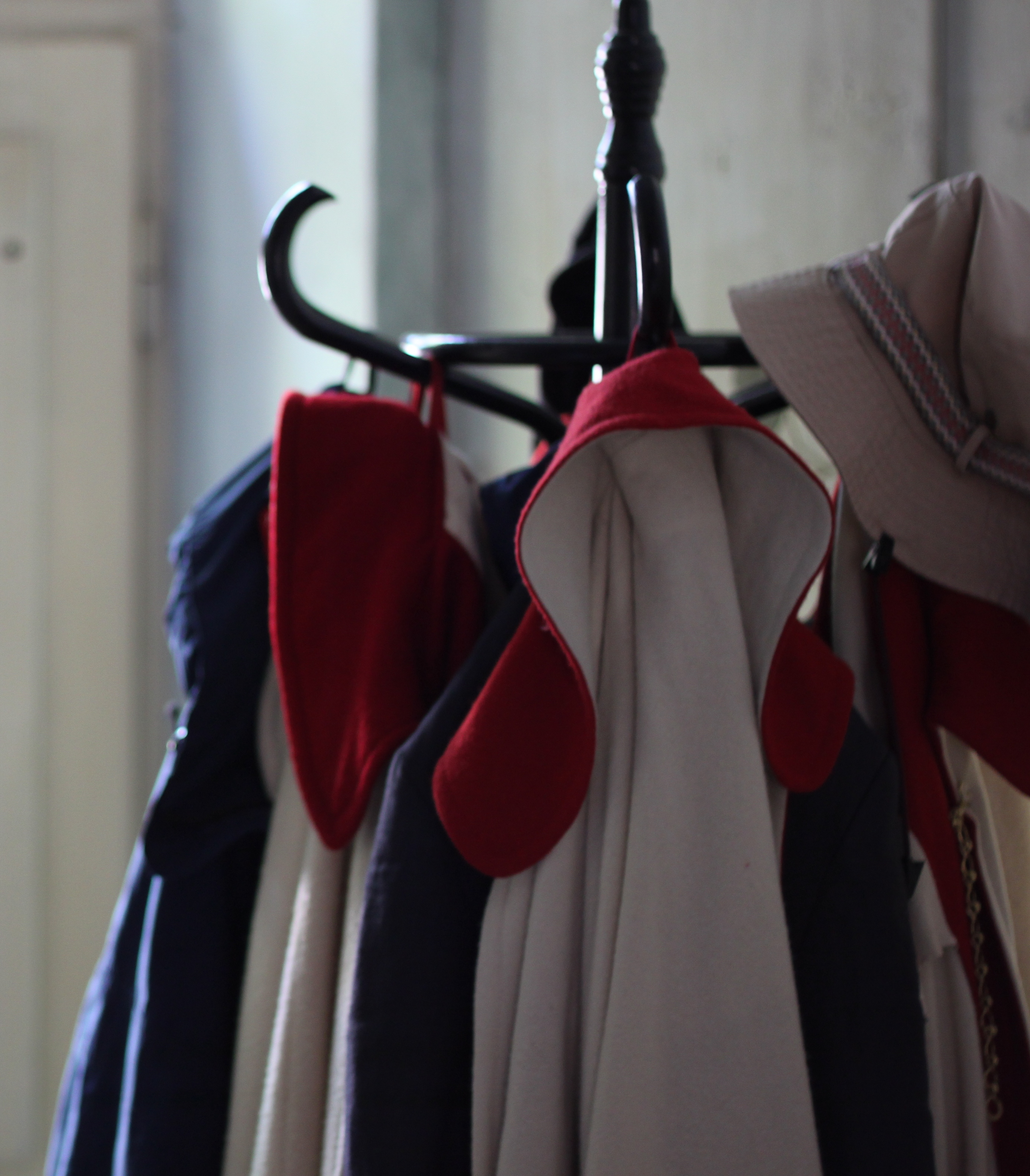
스탠드형 옷걸이

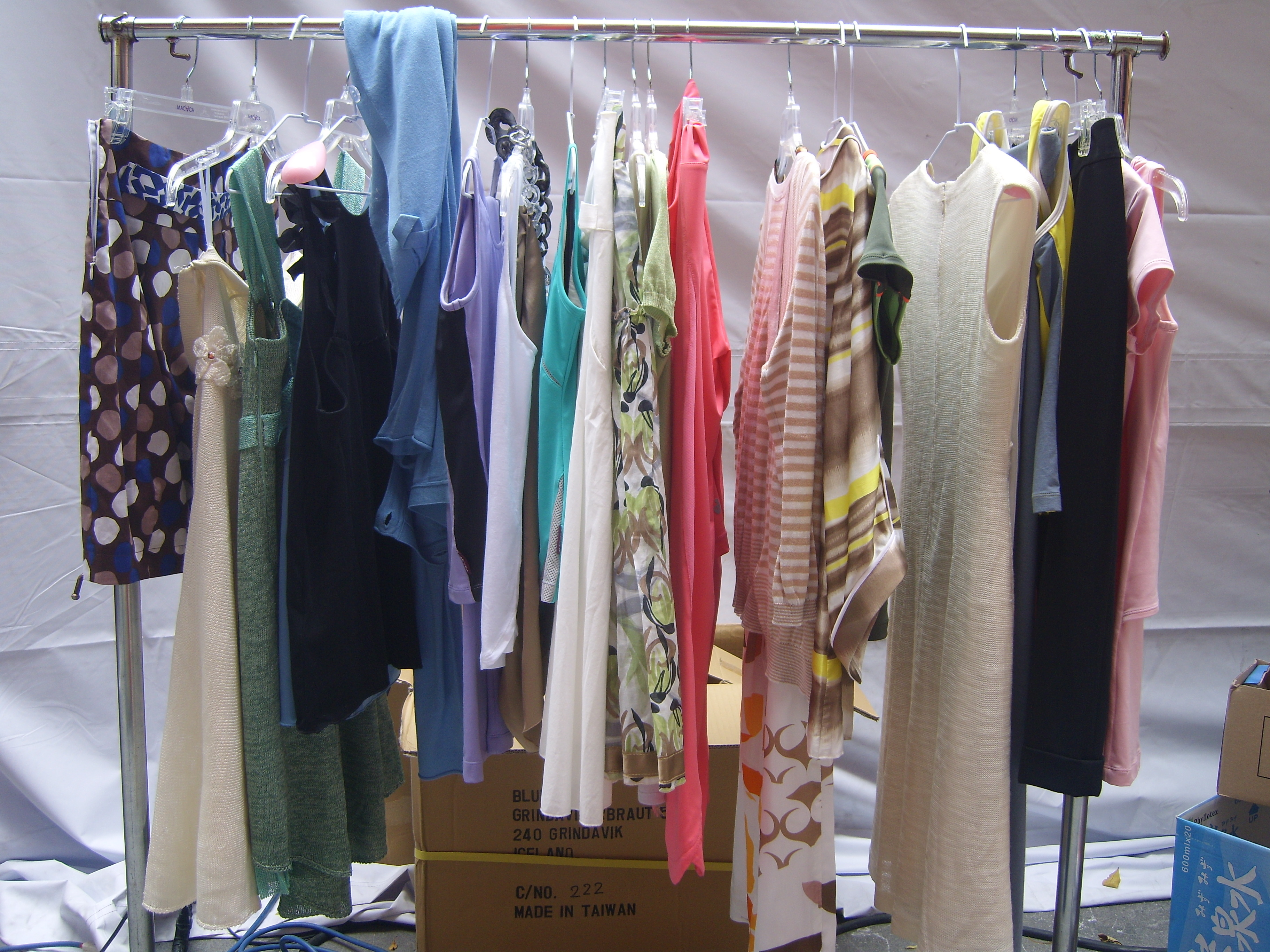
봉형 옷걸이

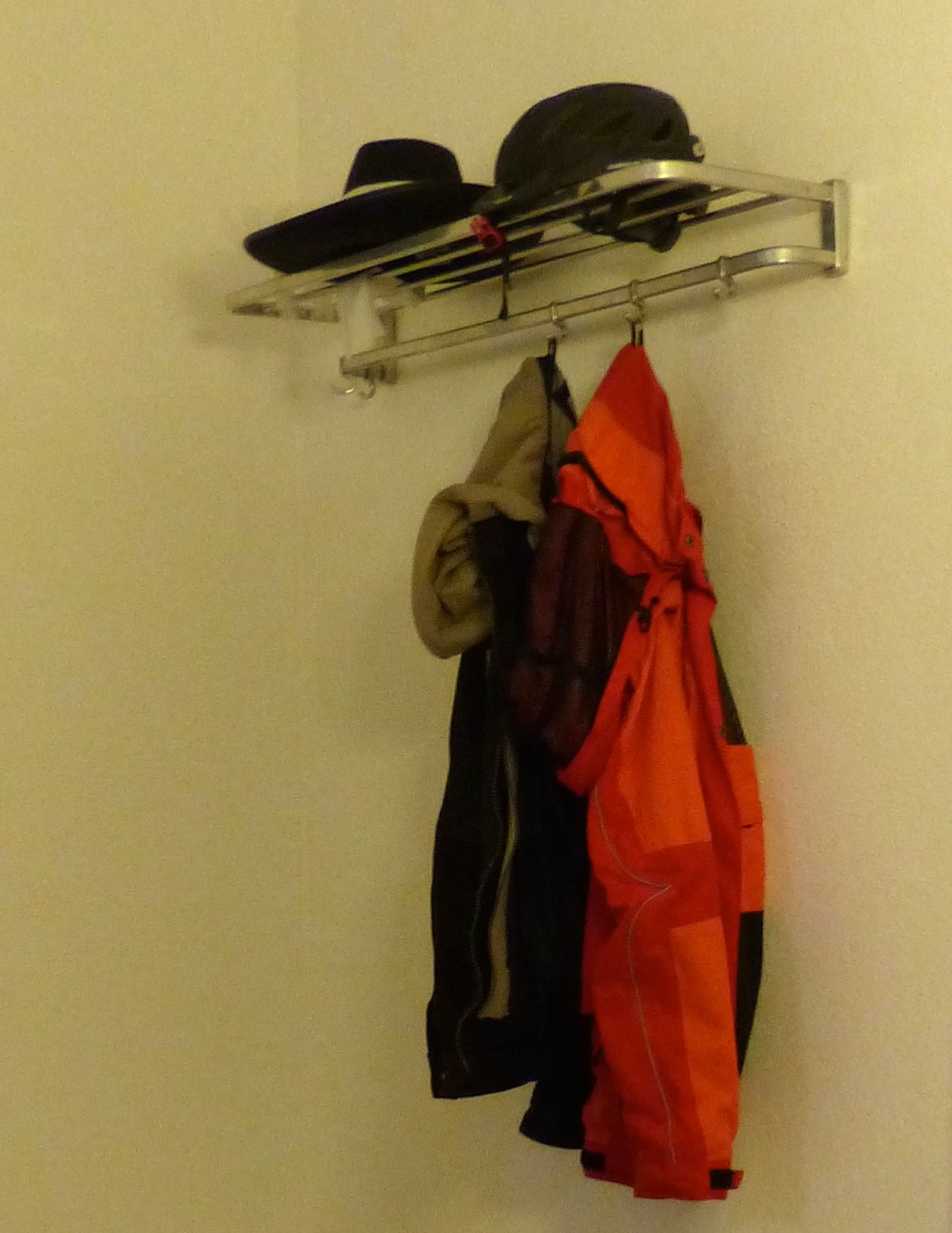
벽 부착형 옷걸이

옷걸이는 옷을 걸기 위한 가구이다. 옷걸이는 다양한 형태로 존재한다. 스탠드형인 바닥에 세워두는 형태가 있으며, 벽에 부착하는 봉 형태가 있다. 봉 형태로 된 옷걸이는 생활용품인 옷걸이를 봉에 매달아 옷을 보관하는 것이 일반적이다. 영어로는 코트 랙(coat rack)으로 부르지만 대한민국에서는 콩글리시인 행거로 알려져 있으며, 옷걸이봉 등으로 불리고 있다. 모자를 거는 가구는 모자걸이라고 불린다.

## 같이 보기
- 현관